# 列文齊夫卡 (列舍季利夫卡區)
49°31′8″N 34°14′34″E / 49.51889°N 34.24278°E
列文齊夫卡（烏克蘭語：Левенцівка），是烏克蘭中部的村莊，隸屬波爾塔瓦州的波爾塔瓦區。該村處於波盧濟爾亞河畔，海拔高度126米，2001年人口87。